# Koschuta
Il Koschuta (2.136 m s.l.m. - in sloveno: Košuta) è una montagna della catena delle Caravanche. Si trova sul confine tra l'Austria e la Slovenia nella parte occidentale della catena.